# Grb Tonge
Grb Tonge dizajniran je 1875. godine.
Podijeljen je na četiri polja. Tri mača predstavljaju tri kraljevske dinastije, a golubica s maslinovom grančicom u kljunu božju želju da u Tongi vječno vlada mir. Tri zvijezde predstavljaju tri glavne otočne skupine, a kruna kralja Tonge. Ispod grba je traka s državnim geslom na tonganskom Ko e ʻOtua mo Tonga ko hoku Tofiʻa ("Bog i Tonga su moje nasljedstvo")